# Governador general de Jamaica

Estendard del governador general de Jamaica.

El Governador General de Jamaica és el representant oficial de la persona que ostenta el títol de rei o reina de Jamaica, que actualment és Carles III del Regne Unit.
El rei nomena el Governador General de Jamaica després de consultar amb el Primer Ministre de Jamaica perquè sigui el seu representant al país. En realitat, ni el rei britànic ni el Governador General tenen cap tipus d'autoritat real en la direcció de l'administració del país, si bé oficialment mantenen poders de reserva sota la Constitució de Jamaica que els permetrien d'assumir el control del govern de la nació en cas d'estat d'emergència. El veritable poder executiu i el legislatiu recauen en els representants electes del poble.
El Governador General representa el Rei a les ocasions cerimonials, com l'obertura del Parlament, així com en el lliurament de condecoracions i en les marxes militars. La Constitució li atorga poder per actuar en una sèrie de qüestions concretes, com ara triar i disciplinar als oficials del servei civil, prorrogar el mandat del Parlament i algunes qüestions més, encara que en molt pocs casos té poder per actuar sota la seva sencera discreció.

## Llista de Governadors Generals des de 1962
- Sir Kenneth Blackburne (6 d'agost-30 de novembre 1962)
- Sir Clifford Campbell (1 de desembre 1962-2 de març 1973)
- Sir Herbert Duffus (2 de març-27 de juny 1973) (en funcions)
- Sir Florizel Glasspole (27 de juny 1973-31 de març 1991)
- Edward Zacca (31 de març-1 d'agost 1991) (en funcions)
- Sir Howard Cooke (1 d'agost 1991-15 de febrer 2006)
- Sir Kenneth O. Hall (15 de febrer 2006-26 de febrer 2009)
- Sir Patrick Allen (26 de febrer 2009–actualitat)